# 4623-as mellékút (Magyarország)
A 4623-as számú mellékút egy közel tizenhat kilométer hosszú, négy számjegyű mellékút Bács-Kiskun vármegyében. Fő feladata Kecskemét és Tiszakécske összekapcsolása, habár a megyeszékhely közigazgatási területét nem érinti.

## Nyomvonala
A 4622-es útból ágazik ki, annak 8+750-es kilométerszelvényénél, tulajdonképpen az egyenes folytatásaként, keleti irányban, mivel innen a 4622-es út délkeleti irányba kanyarodik. Kezdőpontja Szentkirály község lakott területétől bő fél kilométerre nyugatra esik, alig 700 méter után már eléri a település első házait, ahol az Ady Endre utca nevet veszi fel. A belterület északi részén húzódik végig, majd a második kilométere táján kilép onnan.
7,8 kilométer megtétele után elhalad Szentkirály, Tiszakécske és Lakitelek hármashatára mellett, de ez utóbbi települést ennél jobban nem érinti, a folytatásban már tiszakécskei földterületek közt halad. 11,6 kilométer után a korábban követett, majdnem pontosan keleti irányától kissé északabbnak fordul, így találkozik, a 12+800-as kilométerszelvényénél az északkelet felől hozzá csatlakozó 4601-es úttal.
A folytatásban körülbelül 400 méternyi közös szakaszuk következik, északkeleti irányban, majd a 4601-es újból délnyugati irányba fordul, a 4623-as pedig változatlan irányban halad tovább. 15,6 kilométer után újból keletnek fordul, beletorkollik a 4615-ös út Jászkarajenő felől, majd keresztezi a Kecskemét–Szolnok-vasútvonal vágányait, további néhány lépés után pedig véget is ér, beletorkolva a 4625-ös útba, annak 31+400-as kilométerszelvénye közelében.
Teljes hossza, az országos közutak térképes nyilvántartását szolgáló kira.gov.hu adatbázisa szerint 15,899 kilométer.

## Települések az út mentén
- Szentkirály
- (Lakitelek)
- Tiszakécske